# Sofie Bæk Andersen
Sofie Bæk Andersen (født 15. januar 1994) er en dansk tidligere professionel håndboldspiller, der spillede for Silkeborg-Voel KFUM, SønderjyskE Håndbold og Skive fH. Hun har også flere ungdomslandskampe på cv'et.
I dag er hun håndboldekspert for Tv2.